# Werner Jacobs (Theologe)

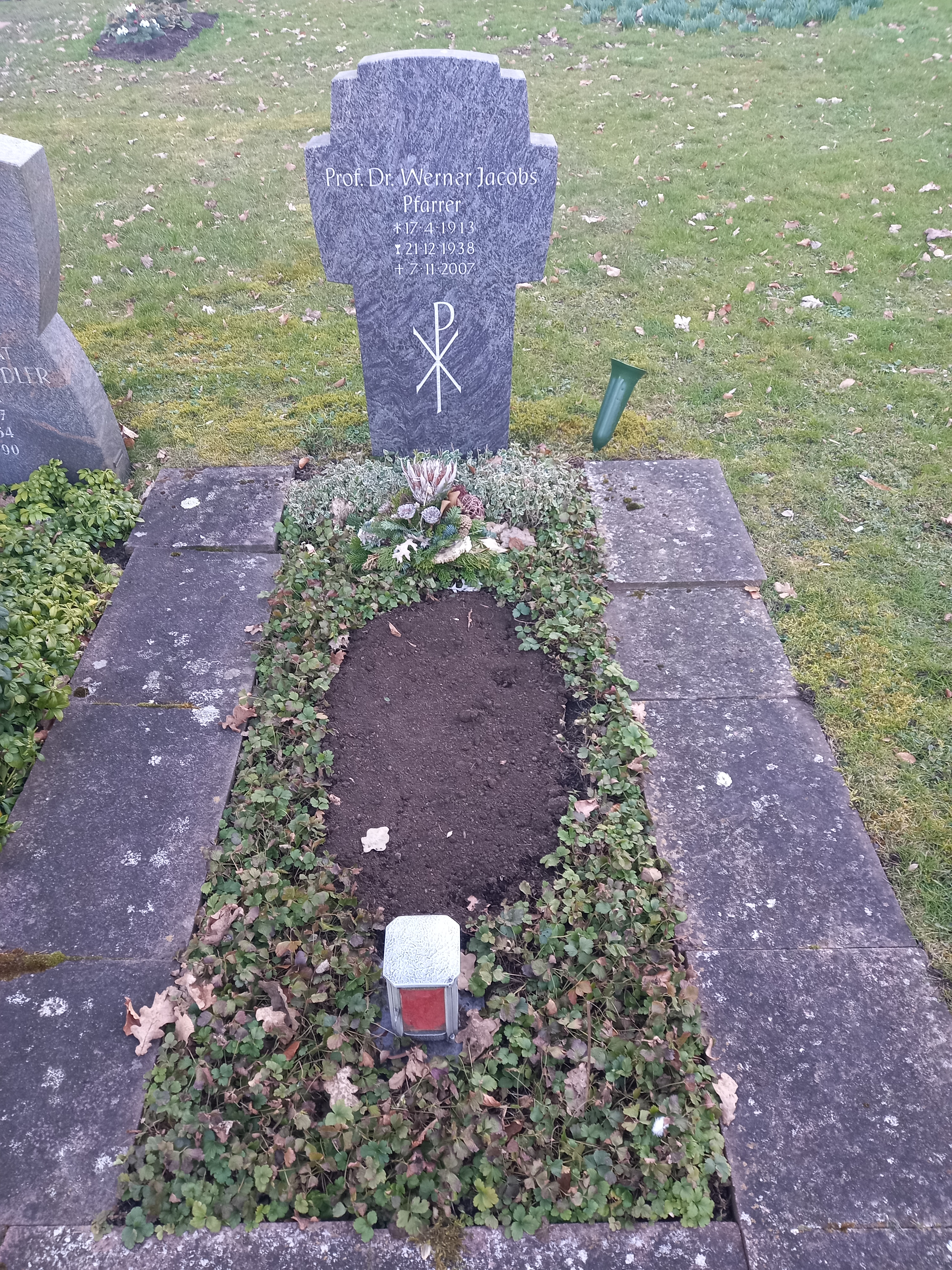
Das Grab von Werner Jacobs auf dem Friedhof Frauenberg in Fulda

Werner Jacobs (* 17. April 1913 in Kassel; † 7. November 2007 in Fulda) war ein römisch-katholischer Geistlicher und Theologe. Er war von 1966 bis 1976 Rektor der Philosophisch-Theologischen Hochschule Fulda, der heutigen Theologischen Fakultät Fulda.

## Leben
Jacobs studierte Theologie und Philosophie am Priesterseminar in Fulda, an der Albert-Ludwigs-Universität Freiburg – unter anderem bei Martin Heidegger – und an der Universität Jena. Am 21. Dezember 1938 empfing er die Priesterweihe im Dom St. Salvator und St. Bonifatius zu Fulda durch Bischof Johann Baptist Dietz. Er war zunächst als Kaplan in Jena tätig, ab 1941 in Mittelkalbach und Neuhof. 1944 wurde er Pfarrer in Sömmerda in Thüringen. 1950 wurde er an der Universität Jena mit der Arbeit „Die Grundlegung des Systems der Logik durch Martin Honecker“ zum Dr. phil. promoviert. Er wurde anschließend Subregens am Fuldaer Priesterseminar. 1952 erfolgte die Ernennung zum Dompräbendaten.
Bereits seit Anfang der 1950er Jahre hatte Jacobs einen Lehrauftrag für Ethik, Pastoraltheologie und Homiletik an der Fuldaer Hochschule inne. 1957 wurde er zum Professor für Philosophie an die Philosophisch-Theologische Hochschule Fulda berufen. Von 1966 bis 1976 war er der Rektor der Hochschule und zusammen mit Bischof Adolf Bolte wesentlich an ihrer Entwicklung als eine eigenständige „Persona moralis in ecclesia“ beteiligt. Jacobs war Initiator des heute noch erfolgreich durchgeführten Kontaktsuidums an der Theologischen Fakultät. 1981 wurde er emeritiert.
1966 wurde er von Papst Paul VI. zum Päpstlichen Kaplan „Monsignore“ ernannt. 1979 ernannte ihn Papst Johannes Paul II. zum Päpstlichen Ehrenprälaten.